# Michael Seewald
 (mai 2023).
Si vous disposez d'ouvrages ou d'articles de référence ou si vous connaissez des sites web de qualité traitant du thème abordé ici, merci de compléter l'article en donnant les références utiles à sa vérifiabilité et en les liant à la section « Notes et références ».
Michael Seewald (né le 13 juillet 1987 à Sarrebruck) est un prêtre catholique et théologien franco - allemand. Depuis 2016, il est professeur de dogmatique et d'histoire des dogmes à l'Université de Münster.

## Biographie
Il fait ses études secondaires à Sarrebruck et obtient son diplôme d'études secondaires en 2005. En 2004, il est lauréat national du concours Jugend debattiert ("la jeunesse débat"). Il étudie ensuite la théologie, les sciences politiques et la philosophie à la Université Eberhard Karls de Tübingen, à Pune (Inde) et à l'Université philosophique et théologique de Sankt Georgen.
En 2011, il obtient son doctorat et en 2015 son habilitation à la Ludwig Maximilian Universität de Münich. Il est ordonné prêtre en 2013 et incardiné dans le diocèse de Rottenburg-Stuttgart. En 2016, à l'âge de vingt-neuf ans, il est nommé à la chaire de dogmatique et d'histoire du dogme à l'université de Münster, jadis occupée par Joseph Ratzinger dans les années 1960, faisant de lui l'un des plus jeunes professeurs d'Allemagne dans une discipline des sciences humaines. Il avait précédemment enseigné à l'Ambrosianum de Tübingen, aux universités de Munich et de Bonn, et au Saint John's Seminary (séminaire des prêtres) à Boston.

## Prises de positions
Dans le débat sur les conditions d'admission au sacerdoce en 2017, il appelle à ne pas limiter la discussion au célibat, mais à militer activement pour l'admission des femmes célibataires. L'exclusion des femmes est plus difficile à justifier que le mode de vie célibataire des clercs, car refuser l'ordination des femmes est une discrimination, alors que le célibat est un mode de vie choisi volontairement.
Par ailleurs, il soutient qu'il y a un déficit démocratique dans toutes les religions. Le Christianisme n'est pas fondamentalement meilleur que l'Islam à cet égard, mais historiquement il a développé une relation positive avec la  démocratie, dont l'islam est également capable. Seewald demande que l'islam reçoive le même statut juridique que les églises en Allemagne.

## Prix et récompenses
Les études de Seewald sur la réception de l'Aufklärung dans la dogmatique catholique reçoivent le prix Karl Rahner pour la recherche théologique en 2016.
En 2017, il est le premier théologien à recevoir le prix Heinz Maier-Leibnitz, par lequel la Fondation allemande pour la recherche et le ministère fédéral de l'Éducation et de la Recherche récompensent les "réalisations scientifiques exceptionnelles" de jeunes chercheurs de toutes disciplines.

## Publications (en français)
- Dogmes en devenir, (2017), trad. Marc de Launay, Paris, Cerf, 2022[5].

## Publications (en allemand)
- Die Postmoderne – aus der Sicht des Jahres 1914 (2014)[6]